# Sankt Heinrich (Münsing)
Sankt Heinrich ist ein Gemeindeteil von Münsing im oberbayerischen Landkreis Bad Tölz-Wolfratshausen. Das Kirchdorf liegt unmittelbar am Starnberger See.

## Geschichte
Der Ort ist benannt nach dem seligen Heinrich vom Starnberger See, der hier im 12. oder 13. Jahrhundert in einer Einsiedelei an der Stelle der heutigen Kirche lebte und dort begraben ist.
Aus der Pfarreibeschreibung von Franz Sales Gailler aus dem Jahr 1756 geht hervor, dass sechs der elf Sankt Heinricher Höfe zur Pfarrei Iffeldorf gehörten. Nur deren Bewohner durften auf dem örtlichen Friedhof bestattet werden, die übrigen mussten in Holzhausen beerdigt werden. Nach der Säkularisation wurde Sankt Heinrich im Zuge der Neuorganisation der Pfarreien aufgrund der kürzeren Wegstrecke mit Schreiben vom 23. September 1805 der Pfarrei Seeshaupt zugeschlagen, der sie auch heute noch angehört. Iffeldorf erhielt dafür die Nantesbucher Höfe von der Pfarrei Benediktbeuern.

## Sehenswürdigkeiten
- Katholische Filialkirche St. Maria